# 淀川天神社
淀川天神社，又名天满宫，是位于日本大阪府大阪市北区国分寺的神社。旧社格为村社。注册名称为天神社。

## 历史
1872年被列为村社，1908年与东梅枝稻荷神社并列，1911年被指定为供奉神的神社。